# Pleitgen
Pleitgen ist der Familienname folgender Personen:
- Ann-Monika Pleitgen (1941–2024), deutsche Schauspielerin und Schriftstellerin
- Frederik Pleitgen (* 1976), deutscher Fernsehjournalist
- Fritz Pleitgen (1938–2022), deutscher Journalist, ehemaliger Intendant des WDR
- Ulrich Pleitgen (1942–2018), deutscher Schauspieler